# Tilmann Beller
Tilmann Beller (* 7. Juli 1938 in Ehingen (Donau); † 20. Dezember 2012 in München) war ein deutscher Theologe und Schönstattpater. Zudem war er Autor mehrerer Bücher zu gesellschaftlichen Fragen und modernen theologischen Themen.
Er war von 1991 bis 2002 Bewegungsleiter der deutschen und von 2003 bis 2007 der österreichischen und ungarischen Schönstatt-Bewegung.

## Lebenslauf
Beller studierte Philosophie und Theologie an den Universitäten Tübingen und Innsbruck.
Am 29. Juni 1962 wurde er von Bischof Carl Joseph Leiprecht zum Priester geweiht und war sechs Jahre lang in der Diözese Rottenburg-Stuttgart inkardiniert. Dort war er als Vikar in den Pfarreien Friedrichshafen, Aalen, Spaichingen und Stuttgart tätig. Am 9. März 1968 wurde er in das neu errichtete Säkularinstitut der Schönstattpatres inkardiniert. Danach war er bis 1975 Standesleiter der Schönstatt-Mannesjugend. Von 1975 bis 1978 lebte er in München und ab 1978 in Wien, von dort aus arbeitete er am Aufbau der Schönstattbewegung in Österreich, wofür er sich schon seit 1973 zusammen mit Schwester Elmengard engagierte. Gemeinsam mit Rita und Robert Godany baute er dann auch die Schönstattbewegung in Ungarn auf.
Von 1991 bis 2002 war er Leiter der Schönstatt-Bewegung in Deutschland und lebte am Gründungsort in Schönstatt. Zusätzlich war er Standesleiter der Schönstatt-Familienbewegung und der Schönstattbewegung Mädchen/Junge Frauen.
Ab September 2003 lebte er wieder in Wien und leitete vom 18. November 2003 bis 30. Juni 2007 die Schönstattbewegung in Österreich und Ungarn. Von Dezember 2007 bis zu seinem Tod lebte er in München und widmete sich der Arbeit als Seelsorger, Theologe und Autor.

## Wirken
Tilmann Beller kannte den Gründer der Schönstatt-Bewegung, Pater Josef Kentenich, noch persönlich und hatte ihn während dessen Exilszeit in Milwaukee besucht. Er hat sich für den Bau der Schönstattkapellchens auf dem Kahlenberg in Wien und später für den Bau des Schönstatt-Heiligtums in Ungarn eingesetzt, in der Überzeugung, dass die Gottesmutter, als Gnadenmutter von Schönstatt, die eigentliche Aufbauarbeit der Schönstattbewegung von ihren Heiligtümern aus leitet. Das Heiligtum auf dem Kahlenberg in Wien wurde am 31. Oktober 1982, das Heiligtum in Obudavár (Ungarn) am 2. April 2005 eingeweiht.
Tilmann Beller war auch Mitbegründer des Virtuellen Heiligtums, des ersten Schönstatt-Heiligtums im Internet, das er am 5. August 2006 eingeweiht und bis zuletzt als geistlicher Begleiter und Sprecher zahlreicher Podcasts unterstützt hat.
Seine Bildungsarbeit begleitete Beller mit der Veröffentlichung zahlreicher Kleinschriften. Ein Theater über die Gottesmutter und der Text des „Musical Maria“ seien besonders erwähnt. Das Musical ist im Sommer 2006 in Hartberg erstmals aufgeführt worden, im Herbst 2006 mehrfach in Wien und ganz Österreich.

## Werke
Schriften, insbesondere für Ehepaare und Partnerschaft (Auszug):
- „Wir gehören zusammen“ – Wege zur Partnerschaft vor und in der Ehe, Patris Verlag ISBN 3-87620-072-5
- Als Ehepaar heilig werden
- Neun Wochen mit Pater Kentenich. Ein geistlicher Weg für Ehepaare (siehe auch unter Novenen)

Schriftenreihe: 
FAMILIE – lebendiges Heiligtum:
- Der Weg der Schönstatt-Familien (1)
- Die heilige Messe als Lebensmesse (2)
- Der Name unserer Hoffnung – Maria (3)
- Ein Land der Schönheit (5)
- Die Ehe – ein Sakrament (6)
- Ehe und Familie – ein lebendiges Heiligtum (7)
- Die Heilige Familie von Nazaret (8)

Novenen:
- Was immer auch ist: Mit Maria
- Vater der Familien. Ein geistlicher Weg für Ehepaare. Neun Wochen mit Pater Kentenich
- Ja, Vater!
- Lass, Mutter, Christus heller in uns scheinen
- Send uns des Heilands Geist der Kraft
- Für den Frieden in der Welt.
- 2000 – der neue Anfang

Andere Schriften:
- Maria, die große Frau (Theaterstück)
- Musical MARIA
- Mit Maria unterwegs, Verlag: Himmelwärts, Wien (ISBN derzeit nicht verfügbar ...)
- Leben in ihrem Licht – Gedanken zur Bündniserneuerung ISBN 3-87620-176-4
- Du bist mir wichtig – Vom Sinn der Sexualität (ISBN derzeit nicht verfügbar ...)
- Glücklich machen um glücklich zu sein – Wege zur Partnerschaft (ISBN derzeit nicht verfügbar …)
- Mit Charisma arbeiten (ISBN derzeit nicht verfügbar ...)
- Wege der Hoffnung – Gespräche mit der Schönstatt-Bewegung ISBN 3-87620-172-1
- Worte, die etwas bewirken. Seelsorge in einer Erlebnisgesellschaft
- Jesus, die Antwort auf Fragen, die nicht von gestern sind. Die Methode Pater Kentenichs
- Pater Josef Kentenich: Ein Vater für 2000 und danach